# Artemisiospiza
Artemisiospiza és un dels gèneres d'ocells, de la família dels passerèl·lidss (Passerellidae).

## Taxonomia
Segons la classificació del Congrés Ornitològic Internacional (versió 15.1, 2025), aquest gènere conté dues espècies:
- Sit de les artemises (Artemisiospiza nevadensis Ridgway, 1874)
- Sit de Bell (Artemisiospiza belli Cassin, 1850)